# Centrosema arenicola
Centrosema arenicola là một loài thực vật có hoa trong họ Đậu. Loài này được (Small) F.J.Herm. miêu tả khoa học đầu tiên.